# Contea di Leye
La contea di Leye (乐业县S, Lèyè XiànP) è una contea della Cina, situata nella regione autonoma di Guangxi e amministrata dalla prefettura di Baise.